# Història colonial d'Amèrica del Nord

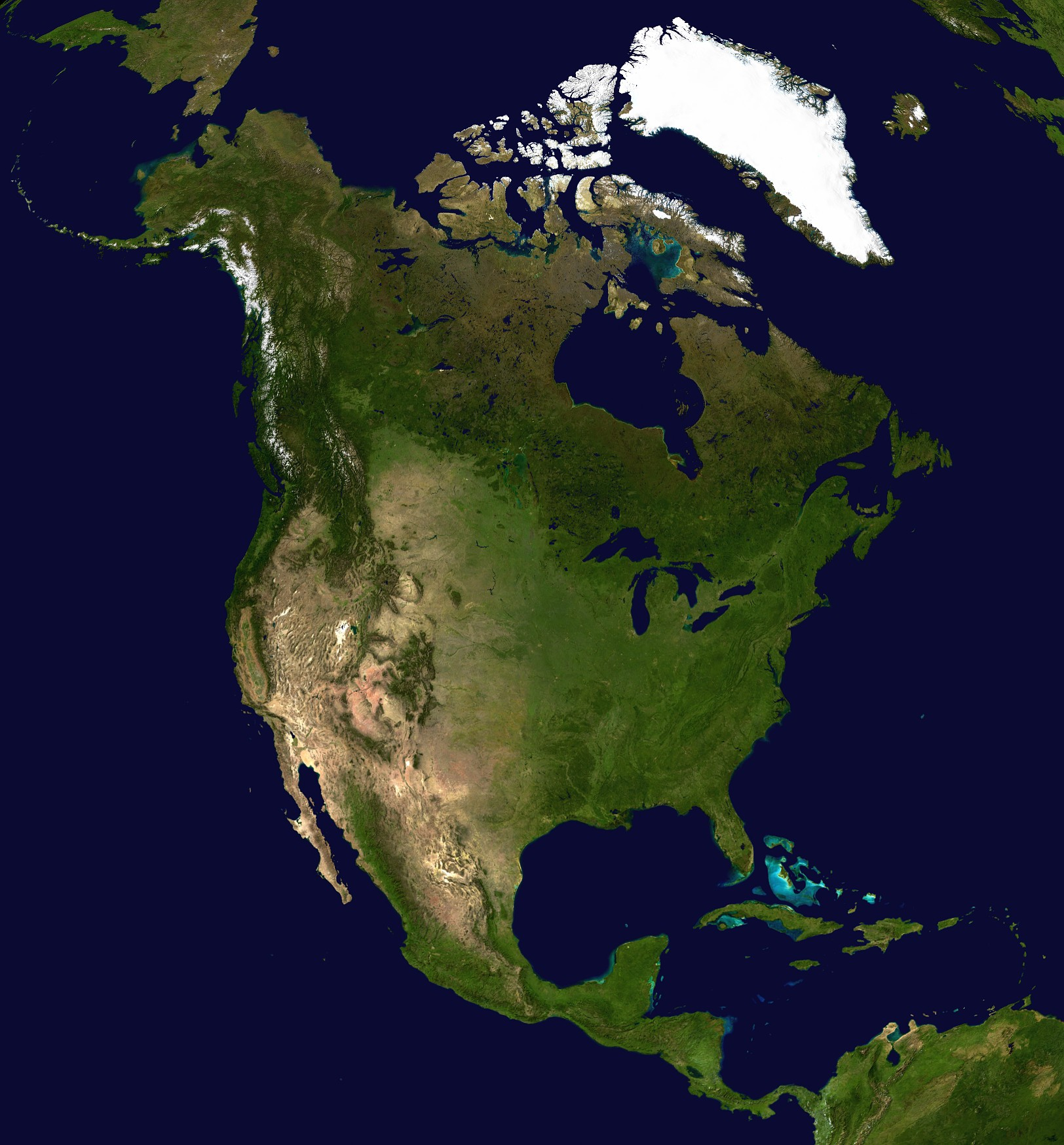
Amèrica del Nord

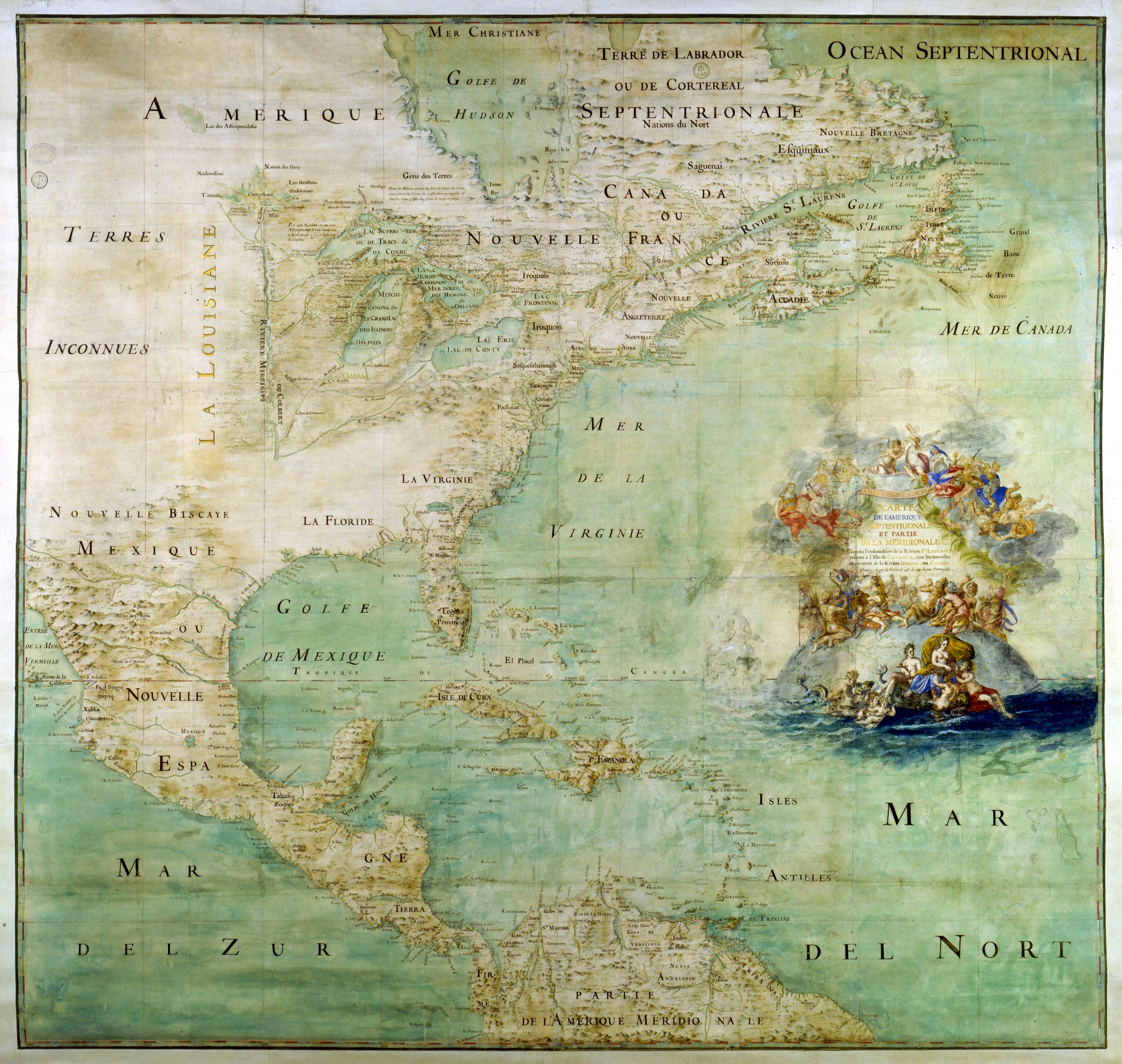
Antic mapa d'Amèrica del Nord.

La història colonial d'Amèrica del Nord és la part de la història d'Amèrica del Nord que inclou aquells fets succeïts entre els primers establiments d'origen eminentment anglosaxó a la franja de territori litoral a l'est d'Amèrica del Nord a partir del segle xvi, com a dominis territorials de la Corona Britànica fins a la fundació dels Estats Units d'Amèrica i la seva independència legal i econòmica de la metròpoli a finals del segle xviii. Aquests territoris s'han anomenat posteriorment les Tretze Colònies, que foren aquelles que formaren inicialment els Estats Units, per contraposar-se a altres territoris a l'Amèrica britànica que restaren sota control britànic.
Ja al segle xvi els anglesos, malgrat no tenir una política oficial de colonització, van establir colònies que no prosperaren, com la "colònia de Roanoke". Els colons que vingueren al Nou Món no tenien uns propòsits homogenis i es van establir en diferents territoris: Per això van crear moltes diferents estructures socials, religioses, polítiques i econòmiques. Les regions que es consideren són de nord a sud: Nova Anglaterra, Colònies Mitjanes, Colònies de Chesapeake i les Colònies Meridionals.

## Colònies espanyoles
Amèrica va ser descoberta en una expedició comandada pel navegant, cartògraf i almirall Cristòfol Colom al servei de la Corona Espanyola el 12 d'octubre de 1492. La conquesta espanyola dels territoris americans va abastar el Carib, Amèrica Central, Amèrica del Sud i Amèrica del Nord, territoris de l'oest fins a Alaska i tot el sud-est. D'aquesta manera, Florida, Alabama, Mississipi, Texas, Nou Mèxic, Califòrnia, Oregon, Washington i Alaska estaven, nominalment, sota domini d'Espanya dins del Virregnat de Nova Espanya.

## Capitania General de Cuba

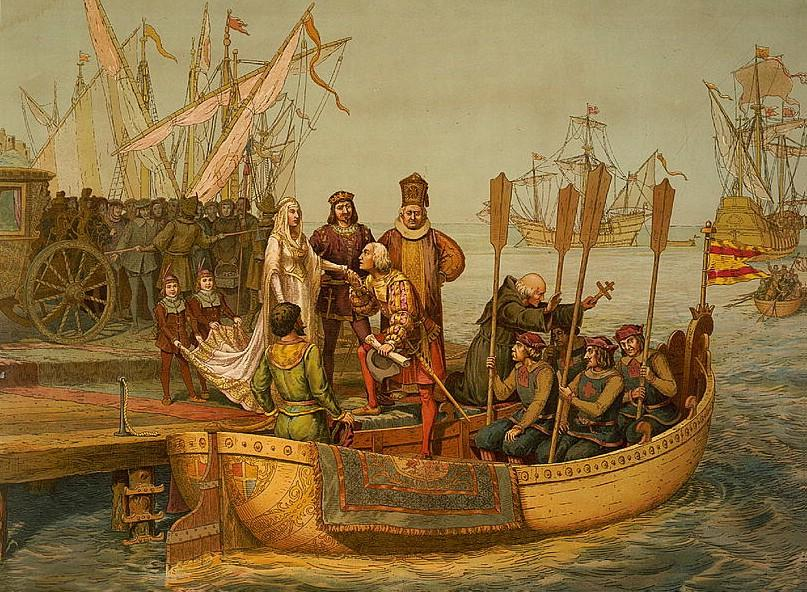
Primer viatge de Colom

La Capitania General de Cuba va ser una capitania general, integrant de l'Imperi Espanyol, establerta per la Corona espanyola durant la seva període de domini americà. Aquest territori va rebre major autonomia des 1764 com a fruit de les reformes borbòniques dutes a terme al Virregnat de Nova Espanya pel Comte de Floridablanca, el qual va orientar la política exterior de Carles III d'Espanya cap a un enfortiment de la posició espanyola davant el Regne de la Gran Bretanya especialment al mar Carib.
L'administració cubana va estar dominada des de llavors pels capitans generals, militars d'ofici en la seva major part. Alguns d'ells van veure recompensada la seva actuació sent després elevats a virreis de Nova Espanya.
Des 1825, el capità general de Cuba va ser dotat amb àmplies atribucions en els rams de govern, justícia i hisenda, a més de seguir sent la màxima autoritat militar. I a partir de la segona meitat del segle xix el capità general de Cuba va ser també el seu governador general en haver perdut les colònies continentals a Amèrica.
La Capitania General de Cuba va comprendre a més de l'illa de Cuba, la Florida i La Louisiana.

## Nova Espanya

Bandera de Nova Espanya

La Nova Espanya (Virreinato de Nueva España en castellà) fou el primer virregnat de l'Imperi Espanyol a Amèrica, nascut per cèdula reial el 17 d'abril, 1535 i amb una duració de 286 anys, fins al 21 de setembre, 1821, data en què el virregnat aconseguí la seva independència i naixeria Mèxic, aleshores conformat com a monarquia constitucional amb el nom d'Imperi Mexicà. El virregnat, localitzat a Amèrica del Nord, abastava els territoris de l'actual Mèxic, els estats estatunidencs de Califòrnia, Nevada, Colorado, Nou Mèxic, Arizona, Texas, petites porcions de Utah, Wyoming i Oklahoma, la major part de l'Amèrica Central llevat del Panamà (i posteriorment de Belize i altres territoris que van ser presos per l'Imperi Britànic les últimes dècades del virregnat). A més a més, el virregnat administrava la Capitania General de Cuba, que comprenia les possessions espanyoles insulars de la Mar Carib, i les Filipines a l'Àsia. Durant un breu temps, el virregnat va administrar el territori annexionat de Louisiana.
Nova Espanya formava part de l'Imperi Espanyol, la moneda principal espanyola de l'època colonial era una peça que valia vuit rals, més endavant anomenada peso, aquesta moneda pesava 27 grams i estava formada per un 92% de plata.

## Imperi Mexicà
Després de la Guerra d'Independència de Mèxic amb la derrota de l'exèrcit espanyol, tot aquest territori, excepte les Filipines i la capitania de Cuba, va formar part de la nació de Mèxic, llavors una monarquia parlamentària amb el nom d'Imperi Mexicà.
La intervenció francesa a Mèxic, fou una invasió de Mèxic per part del Segon Imperi Francès amb el suport inicial d'Espanya i el Regne de la Gran Bretanya.

## Texas
La Revolució texana o Guerra de la Independència de Texas fou el conflicte que enfrontà el govern de Mèxic i els colons texans entre el 2 d'octubre de 1835 i el 21 d'abril de 1836.
La República de Texas va ser un Estat independent i sobirà de l'Amèrica del Nord, localitzat entre els Estats Units i Mèxic que va existir entre 1836 i 1845.
Originalment part d'un estat de la federació mexicana, se'n va independitzar, separant-se de l'estat de Coahuila i Texas, del qual formava part. Tot i que la frontera natural del territori era el riu Nueces, la nova nació va disputar el territori al sud i a l'oest del riu Nueces i al nord i l'est del Riu Grande (o Riu Bravo), la qual cosa incloïa seccions dels estats actuals de Nou Mèxic, Oklahoma, Kansas, Colorado i Wyoming, segons el Tractat de Velasco.
L'annexió de la República als Estats Units i la disputa pel territori al sud del riu Nueces, reclamat per Estats Units, com a part integrant de Texas, van dur a la Guerra entre Estats Units i Mèxic.
El Tractat de Guadalupe-Hidalgo fou un tractat de pau que incloïa les clàusules imposades pels Estats Units al govern interí de Mèxic, que es trobava sota l'ocupació militar estatunidenca, en acabar la guerra entre els dos països, també coneguda com la Intervenció Nord-americana a Mèxic, (1846-1848).

## Florida
La Florida espanyola fou una colònia espanyola a la península del mateix nom, que es correspon aproximadament amb l'actual estat estatunidenc de Florida. Els espanyols arribaren a la península de Florida el 1513 i s'hi van estar durant més de dos-cents cinquanta anys, separats per un petit període de dinou anys de pertinença a l'Imperi Britànic, entre 1763 i 1784. La colònia fou cedida als Estats Units mitjançant el Tractat d'Adams-Onís. El territori depenia de la Capitania General de Cuba.

## Colònies franceses

Bandera de l'Acàdia

Els processos de colonització francesa es van iniciar a principis del segle xvii. Durant el segle anterior, els francesos havien intentat infructuosament assentar-se en territori nord-americà i, tot i les dificultats, durant el segle xvi els vaixells pesquers francesos visitaven amb regularitat la costa atlàntica del nord del continent. Això venia motivat principalment per la demanda de pells en els mercats europeus i, per això, els comerciants francesos van iniciar un lucratiu negoci amb els aborígens nord-americans. A principis del segle xvii, Samuel de Chaplain va fundar llocs comercials a Nova Escòcia, Annapolis i Quebec (primera colònia francesa, fundada com a part d'una factoria pelletera) en l'actual Canadà. Champlain no va dubtar a donar suport als seus aliats comercials, els indis huron, a les seves guerres amb altres pobles indígenes de l'est d'Amèrica del Nord.
Una altra colònia francesa va ser fundada el Mont-real, des d'on va començar l'exploració de la zona dels Grans Llacs i del riu Mississipi per part de René Robert Cavelier de La Salle. A diferència dels primers colons anglesos, que es van quedar en les costes i van utilitzar intermediaris per comerciar amb els indígenes, els francesos es van endinsar en els boscos amb la intenció d'ampliar les fronteres comercials i religioses amb els nadius. Per això, per a la primera meitat del segle xviii havia establiments francesos a Detroit, Fort Niàgara, Kaskaskia i Cahokia, en els territoris d'Illinois i Nova Orleans, en els actuals Estats Units d'Amèrica. Aquests llocs li van proporcionar al Regne de França el control d'un territori que s'estenia des del Canadà fins a Louisiana, això va influir en el desenvolupament de tot el continent.

## Louisiana
Louisiana (en francès: La Louisiane; en 1879, La Louisiane française) o Louisiana Francesa va ser un districte administratiu de la Nova França. Sota el control francès de 1682–1763 i 1800–03, l'àrea va ser anomenada així en honor de Lluís XIV de França, per l'explorador francès René Robert Cavelier de La Salle.
Originalment cobria un extens territori que va incloure la major part de la conca hidrogràfica del riu Mississipi i s'estenia des dels Grans Llacs d'Amèrica del Nord al golf de Mèxic i de les Apalatxes a les muntanyes Rocoses. Louisiana va ser dividida en dues regions, conegudes com a Alta Louisiana, que començava al nord del riu Arkansas, i Baixa Louisiana. L'actual estat nord-americà de Louisiana es denomina així per aquesta regió històrica, encara que ocupi només una petita porció del territori ocupat pels francesos.
Louisiana fou també una governació pertanyent a la Capitania General de Cuba, al Virregnat de Nova Espanya entre 1764 i 1803. Aquest territori estava situat a l'oest del riu Mississipi. La seva principal ciutat era Nova Orleans. Aquest territori li va ser cedit a Espanya després del Tractat de París (1763) a canvi de la pèrdua de Les Florides (recuperada el 1783) i va ser retornat al Regne de França l'any 1800 mitjançant el tercer Tractat de San Ildefons. Aquest territori de 50.000 habitants no natius, va sumar 2.140.000 km² al ja extensíssim Imperi Espanyol, que va arribar a la seva cúspide territorial en aquesta època. A causa de l'enormitat del territori (més de quatre vegades la mida de la metròpoli). La presència espanyola i l'empremta que va deixar, va centrant-se principalment a Nova Orleans, seu de la governació.

## Colònies russes
Els interessos de Rússia a Alaska, eren els recursos naturals d'on podien treure un benefici economic, el comerç de pells d'animals i la caça de mamífers marins eren el principal recurs del territori, després de 1741 els comerciants russos pagaven diners a caçadors i navegants, que viatjaven a les Illes Aleutianes per comerciar amb pells. Els comerciants compraven les pells dels següents animals: llúdria, guineu i foca.
Al territori d'Alaska la colonització russa es limitaria a algunes factories comercials. Un grup liderat per Grigori Xélikhov, va establir el primer assentament permanent rus al territori d'Alaska, a l'illa Kodiak, l'any 1784.
L'any 1799 el govern rus va establir una companyia estatal per continuar l'explotació dels recursos d'Alaska, malgrat que Xelikhov havia mort el 1795, la seva vídua, Natalia, va mantenir l'empresa unida i va esdevenir el nucli del nou negoci, el govern rus va concedir-li el dret de monopoli, de manera que cap altre empresa li era permès de comerciar al territori d'Alaska. La nova companyia, anomenada la Companyia Russa Americana, dirigia tota l'activitat comercial russa a Amèrica del Nord des de 1799 fins que el govern rus va vendre Alaska i les Illes Aleutianes als Estats Units.

## Colònies holandeses
Nova Amsterdam es va fundar l'any 1626, colonitzadors holandesos van comprar l'illa de Manhattan als caps indígenes de la regió i van erigir la ciutat de Nova Amsterdam, el 1664 aquesta colònia va ser presa pels anglesos i rebatejada amb el nom de Nova York.
Nous Països Baixos (Nieuw-Nedeland en neerlandès) fou una província colonial de la República dels Set Països Baixos Unificats de la costa est de Nord-amèrica. Els territoris reivindicats pels neerlandesos foren les terres de la península Delmarva fins a l'extrem sud-occidental del Cap Cod. Aquestes àrees en l'actualitat són part dels estats mid-atlàntics nord-americans de Nova York, Nova Jersey, Delaware i Connecticut, i petites regions de Pennsilvània i Rhode Island.
Anglaterra va capturar Tórtola als holandesos el 1672 durant la tercera guerra Angloholandesa, i el 1680, a l'inici de la quarta guerra Angloholandesa va prendre possessió de les illes properes d'Anegada i Verge Grossa, que formarien les Illes Verges Britàniques.

## Groenlàndia
El 1536 Dinamarca i Noruega es van unir oficialment. Groenlàndia va ser considerada una dependència danesa i no pas noruega. Fins i tot després de la ruptura del contacte amb la colònia, el rei danès reclamava el senyoriu sobre l'illa. Durant la dècada de 1660, es va incloure l'os polar en l'escut d'armes danès per indicar-ne la possessió. El segle xvii la caça de balenes va portar-hi vaixells anglesos, neerlandesos i alemanys; les balenes serien processades a les costes, però no es va produir cap assentament permanent. El 1721 una expedició mercantil-clerical va ser encapçalada pel missioner noruec Hans Egede i enviada a Groenlàndia, sense saber si havia sobreviscut la civilització nòrdica; i preocupats que si havia sobreviscut encara eren catòlics dos segles després de la Reforma protestant, o fins i tot havien abandonat el cristianisme. Aquesta expedició pot ser considerada com a part de la colonització danesa d'Amèrica. Amb el temps, Groenlàndia es va obrir al comerç amb empreses daneses i a tancar a la resta del món. Aquesta nova colònia tenia la seva capital a Godthåb ("Bona Esperança") a la costa sud-oest. Alguns inuits que vivien prop de les estacions de comerç es van convertir al cristianisme.
En separarse Noruega de Dinamarca el 1814 després de les Guerres Napoleòniques, les colònies, incloent-hi Groenlàndia, van romandre sota el control danès. Durant el segle xix es va convertir en centre d'interès per als exploradors polars i científics com ara William Scoresby i Knud Rasmussen. Al mateix temps, la colonització danesa es va afermar i les activitats missioneres van reeixir. El 1861 es va fundar el primer periòdic en llengua groenlandesa. Només els colons danesos se sotmetien a la llei danesa.

## Nova Suècia
Nova Suècia fou una colònia sueca establerta a les vores del riu Delaware de la costa atlàntica d'Amèrica del Nord de 1638 a 1655. La colònia incloïa seccions dels actuals estats de Delaware, Nova Jersey i Pennsilvània.
Fou fundada el 29 de març de 1638 per l'explorador Peter Minuit. La població principal era Fort Christina, en l'actualitat Wilmington (Delaware), anomenada així en honor de la reina Cristina de Suècia. Prop de sis-cents colons suecs s'hi establiren el mateix any. Amb el pas dels temps a altres regions de la colònia s'establiren colons suecs, finlandesos i neerlandesos. L'economia de Nova Suècia estava basada en l'agricultura i el comerç de pells.
El control suec sobre la regió durà només disset anys, ja que el setembre de 1655, Nova Suècia fou atacada per la veïna colònia neerlandesa dels Nous Països Baixos, la qual l'annexà. Finalment, la regió sencera es convertí en territori britànic quan les flotes angleses l'envaïren el 1664.

## Colonies angleses

Bandera britànica vermella

En 1583 la reina Isabel I d'Anglaterra atorga una autorització al pirata Sir Walter Raleigh per fundar una colònia al nord de Florida, anomenada Virgínia, i que abastaria Carolina del Sud, Carolina del Nord, Virgínia, Virgínia Occidental i Maine. Ràpidament es va veure la possibilitat d'explotar la zona amb cultius de tabac, creant-se la Companyia de Virgínia com a societat anònima el 1606, que va finançar el primer establiment anglès.
El 1606, el rei Jaume I d'Anglaterra va concedir cartes tant a la Companyia de Plymouth com a la Virginia Company of London amb el propòsit d'establir assentaments permanents a Amèrica del Nord. El 1607, la London Company va establir una colònia permanent a Jamestown a la badia de Chesapeake, que es van enfrontar a una adversitat extrema, i el 1617 només hi havia 351 supervivents dels 1700 colons que havien estat transportats a Jamestown, mentre que la Colònia de Popham de la Companyia Plymouth no va reeixir. Quan els virginians van descobrir la rendibilitat del cultiu de tabac, la població de l'assentament va passar de 400 colons el 1617 a 1240 el 1622. La London Company va quedar en fallida en part a causa de les freqüents guerres amb els nadius americans propers, fent que la corona anglesa prengués el control directe de la Colònia de Virgínia, com es va conèixer Jamestown i els seus voltants.
Les colònies britàniques d'Amèrica del Nord van ser ocupades també per molts grups d'origen no britànic, molts immigrants holandesos i irlandesos s'hi van establir, agricultors alemanys es van establir a Pennsilvània, els suecs van fundar la colònia de Delaware i els primers esclaus africans van arribar a Virgínia el 1619.
Carolina del Sud estava políticament dividida la població era en part de propietaris d'esclaus anglesos provinents de Barbados i en part francòfona. Els primers colons arribaren a Geòrgia el 1733 i era un territori estratègic entre les colònies angleses i la Florida espanyola.
Entre la immigració, la importació d'esclaus i el creixement natural de la població, la població colonial a l'Amèrica del Nord britànica va créixer enormement al segle xviii calculant-se la població de les Tretze Colònies en 1,5 milions el 1750, dels quals més del noranta per cent vivien com a agricultors, encara que ciutats com Filadèlfia, Nova York i Boston van florir. Amb la derrota dels holandesos i la imposició de les Actes de Navegació, les colònies britàniques a Amèrica del Nord van passar a formar part de la xarxa comercial britànica global. Els colons van comerciar aliments, fusta, tabac i diversos altres recursos per te asiàtic o cafè i sucre de les Índies Occidentals entre altres articles. Els nadius americans lluny de la costa atlàntica proveïen el mercat de l'Atlàntic amb pells de castor i pells de cérvol, i van intentar preservar la seva independència mantenint un equilibri de poder entre francesos i anglesos. El 1770, la producció econòmica de les Tretze Colònies representava el quaranta per cent del producte interior brut de l'Imperi Britànic.

## Badia de Chesapeake
La primera colònia anglesa amb èxit va ser establerta el 1607 en la regió anomenada Virgínia, en honor de la reina Elisabet I d'Anglaterra «la reina verge». Va ser finançada i coordinada per la "London Virginia Company" i tenia la missió de trobar or, fins al punt de no pensar a portar-hi agricultors sinó només aristòcrates i joiers. Un dels colons anomenat John Smith va instaurar la llei marcial i va fer amistat amb Pocahontas, la filla del cap indi local, qui va subministrar aliments a la colònia. No van trobar or, i el cultiu del tabac i l'esclavatge van ser els motors econòmics de la colònia. Les primeres dones arribaren a la colònia l'any 1619.

## Nova Anglaterra
Formada per les colònies de Connecticut, Plymouth, Massachusetts, Nou Hampshire, i Rhode Island. Va ser fundada per dos grups religiosos separats, ambdós demandaven grans reformes religioses i l'eliminació dels elements del catolicisme romanents en l'anglicanisme. Però mentre els pelegrins que van arribar a bord del vaixell Mayflower, volien abandonar l'Església anglicana, els puritans volien reformar-la. Amb l'ajut alimentari dels indis, els pelegrins van poder sobreviure l'hivern i això va ser l'origen de la tradició nord-americana del dia d'acció de gràcies (Thanksgiving day).
Els puritans es van establir a la Badia de Massachusetts el 1629, la seva societat profundament religiosa perdura en gran manera en la societat americana actual. Malgrat tot no seguien el que ara s'entén per democràcia, ja que tenien un comportament de tipus sectari.
A Nova Anglaterra, la regió nord-oriental del que avui és Estats Units, els puritans anglesos van establir diverses colònies. Aquests colonitzadors pensaven que l'Església d'Anglaterra havia adoptat massa pràctiques del catolicisme, i van arribar a Amèrica fugint de la persecució en terres angleses i amb la intenció de fundar una colònia basada en els seus propis ideals religiosos. Un grup de puritans, coneguts com els pelegrins, van creuar l'oceà Atlàntic en el Mayflower i es van establir a Plymouth en 1620. Una colònia puritana molt més gran es va establir en l'àrea de Boston el 1630. Per 1635, alguns colonitzadors ja estaven emigrant a la propera Connecticut.
Nova Anglaterra també va establir una altra tradició : un tret de moralisme freqüentment intolerant. Els puritans creien que els governs havien de fer complir la moralitat de Déu. Castigaven severament els bevedors, els adúlters, els violadors del Setè Dia, i els heretges. A les colònies puritanes el dret de vot es limitava als membres de l'església, i els salaris dels ministres es pagaven dels impostos.
Roger Williams, un purità que no estava d'acord amb les decisions de la comunitat, va sostenir que l'estat no havia d'intervenir en qüestions religioses. Obligat a sortir de Massachusetts el 1635, va fundar la veïna colònia de Rhode Island, la qual garantia llibertat religiosa i la separació de l'estat i l'església. Les colònies de Maryland, establerta el 1634 com a refugi per a catòlics, i Pennsilvània, fundada el 1681 pel dirigent quàquer William Penn, també es van caracteritzar per la seva tolerància religiosa. Aquesta tolerància, al seu torn, va atreure a altres grups de colonitzadors al Nou Món.

## Guerra dels Set Anys
Els francesos controlaven Canadà i Louisiana, que comprenien tot el vessant del riu Mississipi: un imperi vast amb pocs habitants. Entre 1689 i 1815, el Regne de França i el Regne de la Gran Bretanya van sostenir diverses guerres, i Amèrica del Nord es va veure embolicada en cadascuna d'elles. El 1756 França i Anglaterra estaven embrancades en la Guerra dels Set Anys, coneguda als Estats Units com la Guerra Francesa i Indígena. El primer ministre britànic, William Pitt, va invertir soldats i diners a Amèrica del Nord i va guanyar un imperi. Les forces britàniques van prendre les places fortes canadenques de Louisburg (1758), Quebec (1759) i Mont-real (1760). El Tractat de París (1763), va donar a la Gran Bretanya drets sobre Canadà i tota Amèrica del Nord a l'est del riu Mississipi.

## Tretze colònies
El 1733, els anglesos havien ocupat tretze colònies al llarg de la costa de l'oceà Atlàntic, des de Nou Hampshire al nord fins a Geòrgia al sud:
- Província de la Badia de Massachusetts
- Província de Nou Hampshire
- la Província de la Badia de Massachusetts
- la Colònia de Rhode Island i Plantations de Providence
- la Colònia de Connecticut
- la Província de Nova York
- la Província de Nova Jersey
- la Província de Pennsilvània
- la Colònia de Delaware
- la Província de Maryland
- la Colònia i Domini de Virgínia
- la Província de Carolina del Nord
- la Província de Carolina del Sud
- la Província de Geòrgia

En els anys 1770 ja havien sorgit diversos centres urbans petits però en procés d'expansió, i cadascun d'ells comptava amb diaris, botigues, comerciants i artesans. Filadèlfia, amb 28.000 habitants, era la ciutat més gran, seguida per Nova York, Boston, i Charleston. A diferència de la major part de les altres nacions, Estats Units mai va tenir una aristocràcia feudal. A l'era colonial la terra era abundant i la mà d'obra escassa, i tot home lliure tenia l'oportunitat d'aconseguir, si no la prosperitat, almenys la independència econòmica.
Totes les colònies compartien la tradició del govern representatiu. El monarca anglès nomenava a molts dels governadors colonials, però tots ells havien de governar conjuntament amb una assemblea escollida. El vot estava restringit als terratinents homes blancs, però la majoria dels homes blancs tenien propietats suficients per votar. Anglaterra no podia exercir un control directe sobre les seves colònies nord-americanes. Londres estava massa lluny, i els colons tenien un esperit molt independent.

## Independència dels Estats Units

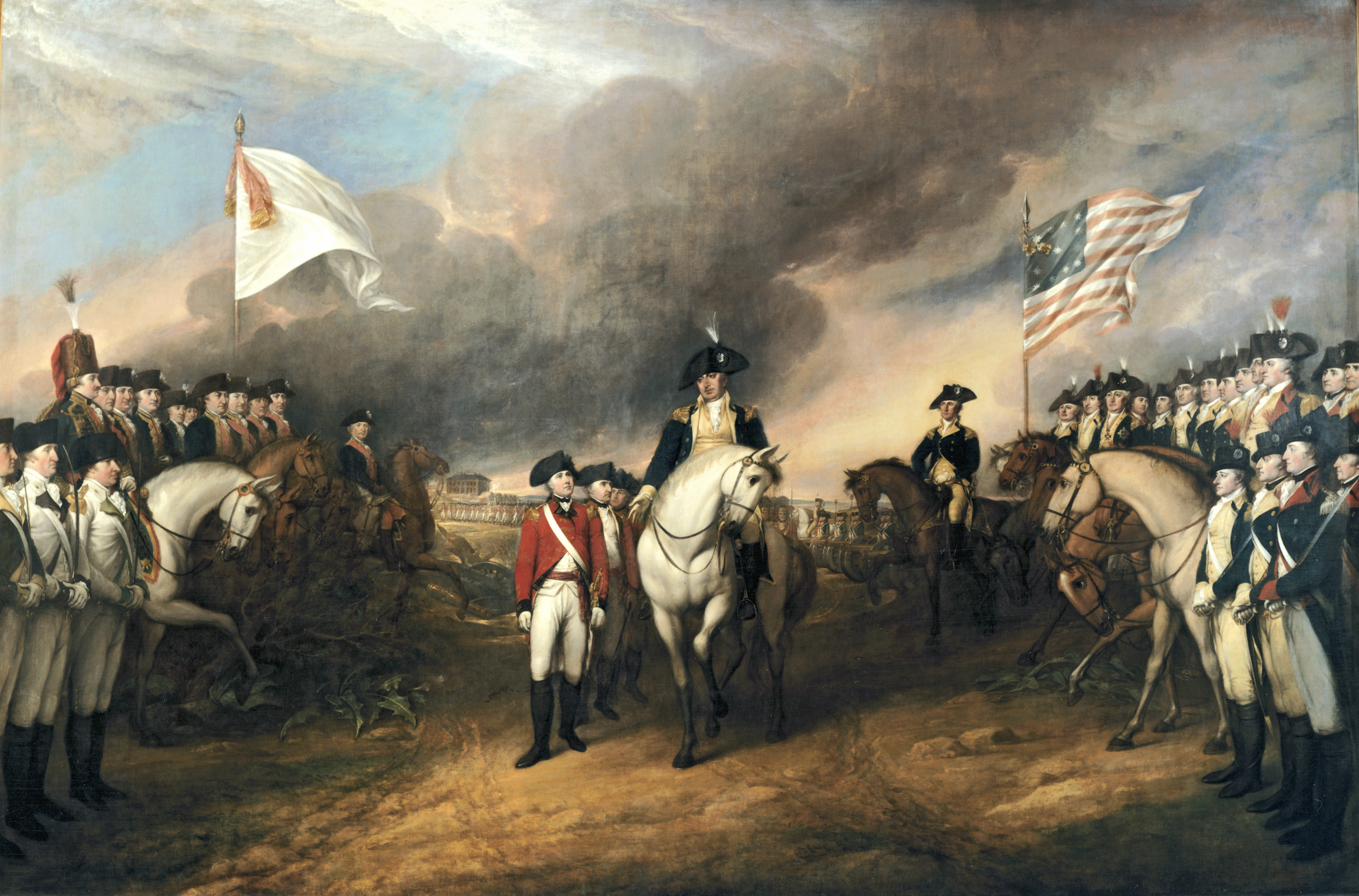
Rendició de Lord Cornwallis

La victòria d'Anglaterra a la Guerra dels Set Anys, va conduir directament a un conflicte amb les seves colònies nord-americanes. Per evitar que es barallessin amb els nadius de la regió, anomenats indis pels europeus, una proclama reial va negar als colons el dret d'establir-se a l'oest de les Muntanyes Apalatxes. El govern britànic va començar a castigar els contrabandistes i va imposar nous gravàmens al sucre, el cafè, els tèxtils i altres béns importats. La Llei d'Allotjament va obligar les colònies a allotjar i alimentar els soldats britànics, i amb l'aprovació de la Llei d'Estampetes, havien adherir estampetes fiscals especials a tots els diaris, fullets, documents legals i llicències.
Aquestes mesures van semblar molt justes als polítics britànics, que havien gastat fortes sumes de diners per defensar les seves colònies nord-americanes durant i després de la Guerra Francesa i Indígena. Segurament el seu raonament era que els colons havien de sufragar part d'aquestes despeses. Però els colons temien que els nous impostos dificultessin el comerç, i que les tropes britàniques estacionades a les colònies poguessin ser usades per aixafar les llibertats civils que els colons havien gaudit fins aleshores.
En general, aquests temors eren infundats, però van ser els precursors del que han arribat a ser tradicions profundament arrelades en la política nord-americana. Els ciutadans desconfien del "govern poderós", després de tot, milions d'immigrants van arribar als Estats Units per escapar de la repressió política.
En 1765, representants de nou colònies es van reunir com a "Congrés sobre la Llei d'Estampetes" i van protestar contra el nou impost. Els comerciants es van negar a vendre productes britànics, els distribuïdors de segells es van veure amenaçats per la munió enfervorida i la majoria dels colons senzillament es va negar a comprar les esmentades estampetes. El parlament britànic es va veure forçat a revocar la Llei d'Estampetes, però va fer complir la Llei d'Allotjament, va decretar impostos pel te i d'altres productes, i va enviar funcionaris duaners a Boston a cobrar aquests aranzels. De nou els colons van optar per desobeir, així que es van enviar soldats britànics a Boston.
Les tensions es van alleujar quan Lord North, el nou Primer ministre britànic, va eliminar tots els nous impostos excepte el del te. El 1773 un grup de colons va respondre aquest impost escenificant la festa del te de Boston: disfressats d'indígenes, van abordar vaixells mercants britànics i van llançar a l'aigua, al port de Boston 342 caixes de te. El parlament va promulgar llavors les «Lleis Intolerables» (Intolerable Acts): L'autogovern del govern colonial de Massachusetts va ser dràsticament restringit, i es van enviar més soldats britànics al port de Boston, que ja estava tancat als vaixells mercants. El setembre del 1774 va tenir lloc a Filadèlfia el Primer Congrés Continental, reunió de líders colonials que s'oposaven al que percebien com opressió britànica a les colònies. Aquests líders van instar als colons a desobeir les lleis Intolerables i a boicotejar el comerç britànic. Els colons van començar a organitzar milícies, i comprar armes i municions.
El final del colonialisme va ser accelerat per la política que va emprendre el rei d'Anglaterra, carregant d'impostos i taxes a la població americana per tal que la creixent indústria anglesa trobés un camí expedit pels seus productes, cosa que va indignar la població de les colònies i animades per un sentiment nacional les va portar a revoltar-se contra la metròpoli, això va donar lloc a la Guerra d'Independència, entre els Estats Units i el Regne de la Gran Bretanya.
El 1776 es va redactar la Declaració d'Independència dels Estats Units, a l'inici del conflicte el curs de la guerra era favorable als anglesos, però els esdeveniments van canviar quan després de la batalla de Saratoga, la primera gran victòria americana, el Regne de França i posteriorment Espanya van entrar a la guerra recolzant als independentistes nord-americans. Pel Tractat de Versalles (1783), Anglaterra es veu obligada a reconèixer la independència de les 13 colònies nord-americanes.

## El Canadà
Els Estats Units cobejaven l'adquisició del Canadà, que Gran Bretanya no es podia permetre el luxe de perdre, ja que les seves flotes navals i mercants s'havien construït en gran part amb fusta americana abans de la independència dels Estats Units, i amb fusta canadenca després. Aprofitant que la Gran Bretanya estava concentrada en la seva guerra amb França, els Estats Units van envair el Canadà, però l'exèrcit britànic va poder defensar-se amb forces regulars mínimes, recolzades per milícies i aliats nadius, mentre la Royal Navy bloquejava la costa atlàntica dels Estats Units des de les Bermudes, estrangulant el seu comerç mercantil, i duent a terme incursions amfíbies, inclosa la campanya de Chesapeake amb la seva Crema de Washington. Com que els Estats Units no van aconseguir cap guany abans que la derrota de Napoleó el 1814 contra la Sisena Coalició alliberés les forces britàniques d'Europa, i com que Gran Bretanya no tenia cap objectiu més que defensar el seu territori continental restant, la guerra va acabar amb els límits anteriors a la guerra reafirmats pel Tractat de Gant de 1814, assegurant que el futur del Canadà estaria separat del dels Estats Units. A mitjans del segle xix, Gran Bretanya va iniciar el procés d'atorgament d'autogovern a les seves colònies restants a Amèrica del Nord. La majoria d'aquestes colònies es van unir a la Confederació del Canadà a la dècada de 1860 o 1870, tot i que Terranova no s'uniria al Canadà fins al 1949. El Canadà va obtenir plena autonomia després de l'aprovació de l'Estatut de Westminster de 1931, tot i que va mantenir diversos vincles amb Gran Bretanya i encara reconeix els monarques britànics com a caps d'estat. Després de l'inici de la Guerra Freda, la majoria de les colònies britàniques restants a les Amèriques van obtenir la independència entre 1962 i 1983. Moltes de les antigues colònies britàniques formen part de la Commonwealth, una associació política formada principalment per antigues colònies de l'Imperi Britànic.